# Ruellia nudiflora
Ruellia nudiflora är en akantusväxtart som först beskrevs av Georg George Engelmann och Gray, och fick sitt nu gällande namn av Urban. Ruellia nudiflora ingår i släktet Ruellia och familjen akantusväxter.

## Underarter
Arten delas in i följande underarter:
- R. n. insularis
- R. n. runyonii
- R. n. yucatana